# Токаревка (Херсонская область)
Токаревка (укр. Токарівка) — село в Дарьевской сельской общине Херсонского района Херсонской области Украины.
Почтовый индекс — 75040. Телефонный код — 5547. Код КОАТУУ — 6520387001.

## Население
Население по переписи 2001 года составляло 1354 человека.

### Языковой состав
Родной язык населения по данным переписи 2001 года:
| Язык       | Численность, чел. | Доля     |
| ---------- | ----------------- | -------- |
| Украинский | 1 265             | 93,43 %  |
| Русский    | 87                | 6,43 %   |
| Другое     | 2                 | 0,14 %   |
| Итого      | 1 354             | 100,00 % |